# Championnat d'Allemagne de football 1960-1961
Navigation
Meisterschaft
(Oberligen)
1959-1960 Meisterschaft
(Oberligen)
1961-1962
La saison 1960-1961 du Championnat de RFA de football était la 51e édition de la première division allemande.Le championnat fut disputé par 9 clubs issus de cinq ligues supérieures (les champions et vice-champions des Oberligen Nord, West, Südwest, Süd et le champion de l'Oberliga Berlin).
Depuis 1947, quatre Oberligen (Nord, West, Süd et Südwest) s'étaient constituées auxquelles s'ajoutait la Vertragsliga Berlin. Celle-ci fut, par facilité, familièrement dénommée "Oberliga Berlin". Depuis la saison 1950-1951, cette ligue ne concernait plus que les clubs situés à Berlin-Ouest. Malgré la faiblesse générale de ses clubs par rapport à la moyenne générale, la "Ligue berlinoise" resta maintenue jusqu'en 1963 pour d'évidentes raisons politiques, mais aussi "sentimentales".
Après un tour préliminaire qui concerne 2 équipes pour une place en phase finale, les 8 équipes qualifiées sont regroupées en 2 poules de 4 équipes, où chaque formation rencontre ses adversaires une fois sur terrain neutre. Le premier de chaque poule se qualifie pour la finale nationale, disputée sur un match.
C'est le FC Nuremberg qui remporte le championnat en battant en finale le Borussia Dortmund. C'est le 8e titre de champion d'Allemagne de l'histoire du club.

## Oberliga Nord
L'Oberliga Nord 1960-1961 (en français : Ligue supérieure de football d'Allemagne du Nord) fut une ligue de football. Elle fut la 13e édition de cette ligue en tant que partie intégrante du Championnat d'Allemagne de football.
Cette zone couvrait le Nord du pays et regroupait les Länder de Basse-Saxe, du Schleswig-Holstein et le territoire des "Villes libres" de Brême et de Hambourg.
De 1946 à la fin de l'été 1948, les équipes de cette zone avaient pris part, en commun avec cette de la zone "Ouest", aux compétitions appelées Meisterschaft der Britische Besatzungzone 1946-1947 et  Meisterschaft der Britische Besatzungzone 1947-1948.

### Compétitions
Champion d'Allemagne en titre, le Hamburger SV remporta très facilement son 12e titre de Norddeutscher Meister. Pour la troisième fois consécutive, ce fut le Werder Bremen qui termina vice-champion. Les deux clubs se qualifièrent pour la phase finale nationale.
Les deux derniers classés furent relégués en Amateurliga. 

#### Légende
| Légende         | |
|                 | Champion d'Allemagne de l'Ouest 1960                                                                      |
| C               | Norddeutscher Meister & qualifié pour la phase finale nationale                                           |
| Q               | qualifié pour la phase finale nationale                                                                   |
| (T)             | Tenant du titre de l'Oberliga Nord 1959-1960                                                              |
| R               | Relégué en en Amateurligen vue de la saison suivante                                                      |
| en augmentation | club promu des Amateurligen depuis la fin de la saison précédente                                         |
| CE              | "Coupe d'Europe": club désigné pour participer à la 4e édition de la Coupe d'Europe des Villes de Foires. |

#### Classement
|    |    |                              | M  | G  | N  | P  | +   | -  | Avg  | Pts |
| -- | -- | ---------------------------- | -- | -- | -- | -- | --- | -- | ---- | --- |
| C  | 1  | Hamburger SV (T)             | 30 | 24 | 2  | 4  | 101 | 29 | 3,48 | 50  |
| Q  | 2  | SV Werder Bremen             | 30 | 19 | 5  | 6  | 73  | 47 | 1,55 | 43  |
|    | 3  | VfL Osnabrück                | 30 | 17 | 5  | 8  | 67  | 43 | 1,56 | 39  |
|    | 4  | FC St. Pauli                 | 30 | 16 | 4  | 10 | 60  | 46 | 1,30 | 36  |
| CE | 5  | Hannover SV 96               | 30 | 15 | 5  | 10 | 64  | 43 | 1,49 | 35  |
|    | 6  | FC Altona 93                 | 30 | 13 | 4  | 13 | 39  | 53 | 0,74 | 30  |
|    | 7  | Kieler SV Holstein           | 30 | 12 | 5  | 13 | 49  | 49 | 1,00 | 29  |
|    | 8  | VfV Hildesheim               | 30 | 12 | 4  | 14 | 38  | 52 | 0,73 | 28  |
|    | 9  | Braunschweiger TSV Eintracht | 30 | 10 | 8  | 12 | 51  | 53 | 0,91 | 28  |
|    | 10 | VfB Oldenburg                | 30 | 7  | 12 | 11 | 45  | 55 | 0,82 | 26  |
|    | 11 | VfR Neumünster               | 30 | 7  | 12 | 11 | 44  | 56 | 0,79 | 26  |
|    | 12 | Concordia Hamburg            | 30 | 8  | 8  | 14 | 44  | 69 | 0,64 | 24  |
|    | 13 | ASV Bergedorf 85             | 30 | 8  | 7  | 15 | 37  | 57 | 0,65 | 23  |
|    | 14 | TuS Bremerhaven 93           | 30 | 9  | 5  | 16 | 37  | 67 | 0,55 | 23  |
| R  | 15 | VfB Lübeck                   | 30 | 7  | 8  | 15 | 38  | 50 | 0,76 | 22  |
| R  | 16 | Heider SV                    | 30 | 7  | 4  | 19 | 38  | 73 | 0,82 | 18  |

### Parcours européen

#### Coupe des Clubs champions
Champion d'Allemagne de l'Ouest 1960, le Hamburger SV participa à la Coupe des Clubs champions européens. Le Champion d'Allemagne fut arrêté en demi-finales, après un match d'appui.
| Aller - 8e de finale             | BSC Young Boys | 0 - 5   | Hamburger SV                                                   |                          |                          |
| Mercredi 2 novembre 1960 20 H 15 |                | (0 - 3) | Klaus Stürmer 24e 52e · Uwe Seeler 34e 39e · Klaus Neisner 72e | Stade du Wankdorf, Berne | Stade du Wankdorf, Berne |
| Mercredi 2 novembre 1960 20 H 15 |                | Rapport | Uwe Seeler 30e 36e                                             | Stade du Wankdorf, Berne | Stade du Wankdorf, Berne |

| Retour - 8e de finale             | Hamburger SV                                                | 3 - 3   | BSC Young Boys                                                  |                            |                            |
| Dimanche 27 novembre 1960 17 H 30 | Klaus Stürmer 13e · Gert Dörfel 72e · Léon Walker 86e (csc) | (1 - 2) | Heinz Bigler 21e (pen.) · Eugen Meier 25e · Heinz Schneiter 48e | Volksparkstadion, Hambourg | Volksparkstadion, Hambourg |
| Dimanche 27 novembre 1960 17 H 30 | Rapport                                                     |         |                                                                 | Volksparkstadion, Hambourg | Volksparkstadion, Hambourg |

Le Hamburger SV se qualifie (8-3 en cumulé).
| Aller - Quart de finale          | Burnley FC                                 | 3 - 1   | Hamburger SV    |                    |                    |
| Mercredi 18 janvier 1961 20 H 30 | Brian Pilkington 7e 59e · James Robson 72e | (1 - 0) | Gert Dörfel 75e | Turf Moor, Burnley | Turf Moor, Burnley |
| Mercredi 18 janvier 1961 20 H 30 | Rapport                                    |         |                 | Turf Moor, Burnley | Turf Moor, Burnley |

| Retour - Quart de finale      | Hamburger SV                                            | 4 - 1   | Burnley FC        |                            |                            |
| Mercredi 15 mars 1961 16 H 30 | Klaus Stürmer 8e · Uwe Seeler 42e 61e · Gert Dörfel 57e | (2 - 0) | Gordon Harris 55e | Volksparkstadion, Hambourg | Volksparkstadion, Hambourg |
| Mercredi 15 mars 1961 16 H 30 | Rapport                                                 |         |                   | Volksparkstadion, Hambourg | Volksparkstadion, Hambourg |

Le Hamburger SV se qualifie (5-4 en cumulé).
| Aller - Demi-finale         | CF Barcelone | 1 - 0   | Hamburger SV |                                  |                                  |
| Mercredi 12 avril 1961 21 H | Evaristo 46e | (0 - 0) |              | Stade du CF Barcelone, Barcelone | Stade du CF Barcelone, Barcelone |
| Mercredi 12 avril 1961 21 H | Rapport      |         |              | Stade du CF Barcelone, Barcelone | Stade du CF Barcelone, Barcelone |

| Retour - Demi-finale           | Hamburger SV                    | 2 - 1   | CF Barcelone      |                            |                            |
| Mercredi 26 avril 1961 17 H 30 | Peter Wulf 58e · Uwe Seeler 68e | (0 - 0) | Sándor Kocsis 90e | Volksparkstadion, Hambourg | Volksparkstadion, Hambourg |
| Mercredi 26 avril 1961 17 H 30 | Rapport                         |         |                   | Volksparkstadion, Hambourg | Volksparkstadion, Hambourg |

| Appui - Demi-finale      | CF Barcelone | 1 - 0   | Hamburger SV |                            |                            |
| Mercredi 3 mai 1961 17 H | Evaristo 42e | (1 - 0) |              | Stade du Heysel, Bruxelles | Stade du Heysel, Bruxelles |
| Mercredi 3 mai 1961 17 H | Rapport      |         |              | Stade du Heysel, Bruxelles | Stade du Heysel, Bruxelles |

Le Hamburger SV est éliminé (2-2 après les 2 matchs, 2-3 après le match d'appui).

### Coupe d'Europe des Villes de Foires
Comme la saison précédente, le Hannover SV 96 avait été choisi pour participer à la deuxième édition de la Coupe d'Europe des Villes de Foires. Le club allemand fut surclassé dès les 8es de finale par l'Inter Milan.
- 8e de finale

| Équipe 1    | Résultat | Équipe 2       | Aller | Retour |
| ----------- | -------- | -------------- | ----- | ------ |
| Inter Milan | 14 - 3   | Hannover SV 96 | 8 - 2 | 6 - 1  |

### Montées depuis l'échelon inférieur
Les deux derniers classés furent relégués et remplacés, en vue de la saison suivante, par deux clubs promus depuis les Amateurligen : Bremer SV et SV Eintracht Nordhorn.

## Vertragsliga Berlin
L’Oberliga Berlin 1960-1961 — nom officiel Vertragsliga Berlin, en français : « Ligue berlinoise de football » — fut une ligue de football organisée à Berlin-Ouest.
Ce fut la 14e édition de cette ligue en tant que partie intégrante du Championnat d'Allemagne de football (deux éditions avaient eu lieu à titre « individuel » en 1945-1946 et en 1946-1947).
Depuis la saison 1950-1951, seuls les clubs localisés dans les différents districts de Berlin-Ouest participent à cette ligue.

### Nom officiel
Précisons que l'appellation officielle de la ligue fut Vertragsliga Berlin. Mais afin de faciliter la compréhension et le suivi de saison en saison, nous employons expressément le terme « Oberliga Berlin », puisque dans la structure mise en place par la DFB, cette ligue allait avoir dans les saisons suivantes, la même valeur que les quatre autres Oberligen (Nord, Ouest, Sud et Sud-Ouest).

### Compétition
Le Hertha BSC Berlin remporta un 2e titre de Berliner Meister devant le vainqueur de la saison précédente, le SC Tasmania 1900 Berlin. Le Hertha BSC participa à la phase finale nationale.
Depuis que la ligue avait été réduite à dix participants, seul le dernier classé fut relégué.

#### Légende
| C               | Berliner Meister & qualifié pour la phase finale nationale              |
| (T)             | Tenant du titre Berliner Meister 1959-1960                              |
| R               | Relégué en vue de la saison suivante                                    |
| en augmentation | club promu des séries inférieures depuis la fin de la saison précédente |

#### Classement
Afin de disputer un plus grand nombre de matches, chaque équipe rencontra trois fois chaque adversaire.
|   |    |                             | M  | G  | N | P  | +  | -  | Avg  | Pts |
| - | -- | --------------------------- | -- | -- | - | -- | -- | -- | ---- | --- |
| C | 1  | Hertha BSC Berlin           | 27 | 18 | 8 | 1  | 69 | 19 | 3,63 | 44  |
|   | 2  | SC Tasmania 1900 Berlin (T) | 27 | 17 | 4 | 6  | 62 | 36 | 1,72 | 38  |
|   | 3  | Tennis Borussia Berlin      | 27 | 12 | 7 | 8  | 55 | 33 | 1,67 | 31  |
|   | 4  | Spandauer SV                | 27 | 13 | 4 | 10 | 45 | 45 | 1,00 | 30  |
|   | 5  | SC Wacker 04 Berlin         | 27 | 9  | 5 | 13 | 43 | 50 | 0,86 | 23  |
|   | 6  | Berliner FC Viktoria 89     | 27 | 7  | 9 | 11 | 32 | 43 | 0,74 | 23  |
|   | 7  | Berliner FC Südring         | 27 | 8  | 5 | 14 | 39 | 53 | 0,74 | 21  |
|   | 8  | Berliner SV 92              | 27 | 8  | 5 | 14 | 29 | 44 | 0,66 | 21  |
|   | 9  | FC Hertha 03 Zehlendorf     | 27 | 7  | 6 | 14 | 33 | 50 | 0,66 | 20  |
| R | 10 | Berliner SC Kickers 1900    | 27 | 7  | 5 | 15 | 28 | 62 | 0,44 | 19  |

### Montants depuis l'échelon inférieur
Le dernier classés fut relégué et remplacé par le SC Union 06 Berlin.

## Oberliga West
L'Oberliga West 1960-1961 (en français : Ligue supérieure de football d'Allemagne occidentale) fut une ligue de football. Elle fut la 13e édition de cette ligue en tant que partie intégrante de la nouvelle formule du Championnat d'Allemagne de football.
Cette zone couvrait la région Ouest du pays : le Land de Rhénanie du Nord-Wesphalie.
De 1946 à la fin de l'été 1948, les équipes de cette Oberliga avaient pris part, en commun avec les clubs de la région « Nord », aux compétitions appelées Meisterschaft der Britische Besatzungzone 1946-1947 et  Meisterschaft der Britische Besatzungzone 1947-1948.

### Compétitions
Le Cologne conserva son titre de Westdeutscher Meister et se qualifia pour la phase finale nationale en compagnie du Borussia Dortmund. Les « Borussen » atteignirent la finale du championnat mais s'y inclinèrent face au 1. FC Nürnberg.
Le Rot-Weiss Essen, champion national en 1955 fut relégué en 2. Oberliga West avec le VfL Bochum.

#### Légende
| Légende         | |
| C               | Westdeutscher Meister & qualifié pour la phase finale nationale et désigné pour participer à la 4e édition de la Coupe d'Europe des Villes de Foires. |
| Q               | qualifié pour la phase finale nationale |
| (T)             | Tenant du titre Oberliga West 1959-1960 |
| R               | club relégués en 2. Oberliga West pour la saison suivante                                                                                             |
| en augmentation | club promu de la 2. Oberliga West depuis la fin de la saison précédente                                                                               |

#### Classement
|   |    |                          | M  | G  | N  | P  | +  | -  | Avg  | Pts |
| - | -- | ------------------------ | -- | -- | -- | -- | -- | -- | ---- | --- |
| C | 1  | 1. FC Köln (T)           | 30 | 18 | 6  | 6  | 79 | 33 | 2,39 | 42  |
| Q | 2  | Borussia Dortmund        | 30 | 15 | 9  | 6  | 70 | 46 | 1,52 | 39  |
|   | 3  | FC Schalke 04            | 30 | 11 | 13 | 6  | 59 | 40 | 1,48 | 35  |
|   | 4  | Rot-Weiss Oberhausen     | 30 | 12 | 11 | 7  | 48 | 36 | 1,33 | 35  |
|   | 5  | SC Westfalia Herne       | 30 | 13 | 8  | 9  | 60 | 47 | 1,28 | 34  |
|   | 6  | Borussia Mönchengladbach | 30 | 12 | 7  | 11 | 58 | 58 | 1,00 | 31  |
|   | 7  | Sportfreunde Hamborn 07  | 30 | 12 | 7  | 11 | 46 | 48 | 0,96 | 31  |
|   | 8  | Aachener TSV Alemannia   | 30 | 12 | 5  | 13 | 61 | 61 | 1,00 | 29  |
|   | 9  | SC Preussen Münster      | 30 | 10 | 7  | 13 | 41 | 50 | 0,72 | 27  |
|   | 10 | SC Viktoria 04 Köln      | 30 | 11 | 5  | 14 | 49 | 62 | 0,79 | 27  |
|   | 11 | Meidericher SV           | 30 | 8  | 10 | 12 | 47 | 48 | 0,98 | 26  |
|   | 12 | TSV Marl-Hüls            | 30 | 10 | 6  | 14 | 41 | 61 | 0,67 | 26  |
|   | 13 | Duisburger SpV           | 30 | 8  | 10 | 12 | 40 | 67 | 0,60 | 26  |
|   | 14 | SV Sodingen              | 30 | 9  | 7  | 14 | 47 | 58 | 0,81 | 25  |
| R | 15 | Rot-Weiss Essen          | 30 | 7  | 10 | 13 | 32 | 46 | 0,70 | 24  |
| R | 16 | VfL Bochum               | 30 | 9  | 5  | 16 | 45 | 62 | 0,73 | 23  |

### Parcours européen

#### Coupe des Vainqueurs de Coupe
Vainqueur de la DFB-Pokal 1960, le Borussia Mönchengladbach fut un des 10 clubs participant à la première édition de la Coupe d'Europe des Vainqueurs de Coupe. Cette première expérience fut difficile pour le club allemand étrillé par les Glasgow Rangers.
- Quart de finale

| Équipe 1                 | Résultat | Équipe 2        | Aller | Retour |
| ------------------------ | -------- | --------------- | ----- | ------ |
| Borussia Mönchengladbach | 0 - 11   | Glasgow Rangers | 0 - 3 | 0 - 8  |

### Montée/Descente depuis l'étage inférieur
Depuis la saison 1949-1950, la Westdeutscher Fußball-und Leichtathletikverband (WFLV), avait créé la 2. Oberliga West.
En fin de saison, les deux derniers classés furent relégués et furent remplacés par les deux premiers de la 2. Oberliga West : Schwarz-Weiss Essen (Champion 2. Oberliga West) et Fortuna Düsseldorf (Vice-champion 2. Oberliga West).

## Oberliga Südwest
L'Oberliga Südwest 1960-1961 (en français : Ligue supérieure de football d'Allemagne du Sud-Ouest) est une ligue de football. Elle constitue la 14e édition en tant que partie intégrante de la nouvelle formule du Championnat d'Allemagne de football.
Cette zone couvre le Sud-Ouest du pays et regroupe les Länder de Sarre et de Rhénanie-Palatinat.

### Compétition
Le 1. FC Saarbrücken retrouve le titre de Südwestdeutscher Meister, alors que le Borussia Neunkirchen termine une nouvelle fois vice-champion. Les deux clubs prennent part à la phase finale nationale.
Les deux derniers classés sont relégués vers la 2. Oberliga Südwest.

#### Légende
| Légende         |                                                                            |
| C               | Südwest Meister & qualifié pour la phase finale nationale                  |
| Q               | qualifié pour la phase finale nationale                                    |
| (T)             | Tenant du titre Oberliga Südwest 1959-1960                                 |
| R               | Relégué en 2. Oberliga Südwest en vue de la saison suivante                |
| en augmentation | club promu de la 2. Oberliga Südwest depuis la fin de la saison précédente |

#### Classement
|   |    |                             | M  | G  | N  | P  | +  | -  | Avg  | Pts |
| - | -- | --------------------------- | -- | -- | -- | -- | -- | -- | ---- | --- |
| C | 1  | 1. FC Saarbrücken           | 30 | 19 | 4  | 7  | 71 | 40 | 1,78 | 42  |
| C | 2  | VfB Borussia Neunkirchen    | 30 | 18 | 6  | 6  | 72 | 43 | 1,67 | 42  |
|   | 3  | FK Pirmasens (T)            | 30 | 17 | 7  | 6  | 79 | 32 | 2,47 | 41  |
|   | 4  | 1. FC Kaiserslautern        | 30 | 14 | 8  | 8  | 52 | 38 | 1,37 | 36  |
|   | 5  | 1. FSV Mainz 05             | 30 | 10 | 11 | 9  | 37 | 45 | 0,82 | 31  |
|   | 6  | Sportfreunde 05 Saarbrücken | 30 | 11 | 8  | 11 | 67 | 51 | 1,32 | 30  |
|   | 7  | VfR Wormatia Worms 08       | 30 | 12 | 6  | 12 | 50 | 56 | 0,89 | 30  |
|   | 8  | TuRa Ludwigshafen           | 30 | 11 | 7  | 12 | 53 | 51 | 1,04 | 29  |
|   | 9  | SV Saar 05 Saarbrücken      | 30 | 11 | 7  | 12 | 60 | 67 | 0,90 | 29  |
|   | 10 | SV Phönix 03 Ludwigshafen   | 30 | 9  | 10 | 11 | 41 | 51 | 0,80 | 28  |
|   | 11 | TuS Neuendorf               | 30 | 8  | 10 | 12 | 37 | 44 | 0,84 | 26  |
|   | 12 | Eintracht Bad Kreuznach     | 30 | 9  | 8  | 13 | 42 | 53 | 0,79 | 26  |
|   | 13 | SV Eintracht Trier          | 30 | 9  | 7  | 14 | 39 | 50 | 0,78 | 25  |
|   | 14 | Ludwigshafener SC 1925      | 30 | 8  | 9  | 13 | 36 | 47 | 0,77 | 25  |
| R | 15 | VfR Frankenthal             | 30 | 9  | 5  | 16 | 39 | 63 | 0,62 | 23  |
| R | 16 | SV Niederlahnstein          | 30 | 6  | 5  | 19 | 39 | 83 | 0,47 | 17  |

### Montées depuis l'étage inférieur
Depuis la saison 1951-1952, la Fußball-Regional-Verband Südwest (FRVS) a instauré une ligue constituant un 2e niveau : la 2. Oberliga Südwest.
Les deux derniers classés sont relégués en 2. Oberliga Südwest, et sont remplacés par les deux premiers de cette ligue : VfR Kaiserslautern (Champion 2. Oberliga Südwest) et BSC 1914 Oppau (Vice-champion 2. Oberliga Südwest).

## Oberliga Süd
L'Oberliga Süd 1960-1961 (en Français: Ligue supérieure de football d'Allemagne du Sud) est la 14e édition de la compétition en tant que partie intégrante du Championnat d'Allemagne de football.
L'Oberliga Süd couvre le Sud du pays et regroupe les Länder du Bade-Wurtemberg, de Bavière et de Hesse.

### Compétition
Le 1. FC Nürnberg retrouve le titre de Süddeutscher Meister devant le SG Eintracht Frankfurt. Les deux clubs sont qualifiés pour la phase finale nationale.
Quelques semaines plus tard, le 1. FC Nürnberg s'adjuge le huitième titre national de son histoire.
Promu, le SSV Jahn Regensburg redescend directement à l'échelon inférieur. Il est accompagné en 2. Oberliga Süd par le TSG 1846 Ulm.

#### Légende
| Légende         |                                                                       |
| C               | Süddeutscher Meister & qualifié pour la phase finale nationale        |
| Q               | qualifié pour la phase finale nationale                               |
| (T)             | Tenant du titre 1959-1960                                             |
| R               | Relégué en 2. Oberliga Süd en vue de la saison suivante.              |
| en augmentation | club promu de 2. Oberliga Süd, depuis la fin de la saison précédente. |

#### Classement
|   |    |                        | M  | G  | N | P  | +  | -   | Avg  | Pts |
| - | -- | ---------------------- | -- | -- | - | -- | -- | --- | ---- | --- |
| C | 1  | 1. FC Nürnberg         | 30 | 23 | 2 | 5  | 96 | 30  | 3,20 | 48  |
| Q | 2  | SG Eintracht Frankfurt | 30 | 18 | 5 | 7  | 78 | 38  | 2,05 | 41  |
|   | 3  | Karlsruher SC (T)      | 30 | 17 | 4 | 9  | 75 | 51  | 1,47 | 38  |
|   | 4  | Offenbacher FC Kickers | 30 | 16 | 4 | 10 | 57 | 46  | 1,24 | 36  |
|   | 5  | SSV Reutlingen 05      | 30 | 15 | 2 | 13 | 65 | 55  | 1,18 | 32  |
|   | 6  | TSV 1860 München       | 30 | 14 | 4 | 12 | 71 | 66  | 0,92 | 32  |
|   | 7  | VfB Stuttgart          | 30 | 14 | 2 | 14 | 57 | 53  | 1,08 | 30  |
|   | 8  | FC Bayern München      | 30 | 12 | 6 | 12 | 57 | 54  | 1,06 | 30  |
|   | 9  | VfR Mannheim           | 30 | 13 | 3 | 14 | 53 | 51  | 1,04 | 29  |
|   | 10 | FC Bayern Hof 1910     | 30 | 9  | 9 | 12 | 41 | 60  | 0,68 | 27  |
|   | 11 | SpVgg Fürth            | 30 | 11 | 4 | 15 | 40 | 47  | 0,85 | 26  |
|   | 12 | FSV Frankfurt          | 30 | 9  | 8 | 13 | 45 | 59  | 0,76 | 26  |
|   | 13 | SV 07 Waldhof          | 30 | 10 | 5 | 15 | 47 | 56  | 0,84 | 25  |
|   | 14 | 1. FC Schweinfurt 05   | 30 | 9  | 7 | 14 | 42 | 54  | 0,78 | 25  |
| R | 15 | TSG 1846 Ulm           | 30 | 9  | 6 | 15 | 48 | 62  | 0,77 | 24  |
| R | 16 | SSV Jahn Regensburg    | 30 | 3  | 5 | 22 | 27 | 107 | 0,25 | 11  |

### Montée et descente depuis l'étage inférieur
Créée lors de la saison 1950-1951 par la Süddeutscher Fußball-Verband (SFV), la 2. Oberliga Süd se trouve directement inférieure à l'Oberliga et directement supérieure aux séries de Landesliga. 
Les deux derniers classés sont relégués et remplacés par les deux premiers de la 2. Oberliga Süd : BC Augsburg (Champion) et TSV Schwaben Augsburg (Vice-champion).

## Phase finale nationale

### Les 9 clubs participants
| Oberligen           | Qualifiés                                  | Remarques                           | Tour d'entrée              |
| ------------------- | ------------------------------------------ | ----------------------------------- | -------------------------- |
| Oberliga Nord       | Hamburger SV SV Werder Bremen              | Norddeutscher Meister 2e Nord       | Groupe 1 Groupe 2          |
| Vertragsliga Berlin | Hertha BSC Berlin                          | Berliner Meister                    | Groupe 2                   |
| Oberliga West       | 1. FC Köln Borussia Dortmund               | Westdeutscher Meister 2e West       | Groupe 2 Groupe 1          |
| Oberliga Südwest    | 1. FC Saarbrücken VfB Borussia Neunkirchen | Südwestdeutscher Meister 2e Südwest | Groupe 1 Tour préliminaire |
| Oberliga Süd        | 1. FC Nürnberg Eintracht Frankfurt         | Süddeutscher Meister 2e Süd         | Groupe 2 Tour préliminaire |

### Compétition

#### Tour de qualification
2 clubs disputent un tournoi de qualification. Le vainqueur est qualifié pour la phase finale.
| Équipe 1            | Résultat | Équipe 2             |
| ------------------- | -------- | -------------------- |
| Eintracht Francfort | 5 - 0    | Borussia Neunkirchen |

##### Groupe 1
| Rang | Équipe              | Pts | J | G | N | P | Bp | Bc | Diff |  | Résultats (▼ dom., ► ext.) | Dort | Eint | Hamb | Saar |
| ---- | ------------------- | --- | - | - | - | - | -- | -- | ---- |  | -------------------------- | ---- | ---- | ---- | ---- |
| 1    | Borussia Dortmund   | 7   | 6 | 3 | 1 | 2 | 19 | 12 | +7   |  | Borussia Dortmund          |      | 0-1  | 7-2  | 2-2  |
| 2    | Eintracht Francfort | 7   | 6 | 3 | 1 | 2 | 13 | 9  | +4   |  | Eintracht Francfort        | 1-2  |      | 4-2  | 1-1  |
| 3    | Hambourg SV         | 6   | 6 | 3 | 0 | 3 | 14 | 19 | -5   |  | Hambourg SV                | 2-5  | 2-1  |      | 3-0  |
| 4    | 1. FC Sarrebruck    | 4   | 6 | 1 | 2 | 3 | 11 | 17 | -6   |  | 1. FC Sarrebruck           | 4-3  | 2-5  | 2-3  |      |

##### Groupe 2
| Rang | Équipe        | Pts | J | G | N | P | Bp | Bc | Diff |  | Résultats (▼ dom., ► ext.) | Nure | Werd | Colo | Hert |
| ---- | ------------- | --- | - | - | - | - | -- | -- | ---- |  | -------------------------- | ---- | ---- | ---- | ---- |
| 1    | FC Nuremberg  | 10  | 6 | 4 | 2 | 0 | 18 | 9  | +9   |  | FC Nuremberg               |      | 4-0  | 3-3  | 3-3  |
| 2    | Werder Brême  | 6   | 6 | 2 | 2 | 2 | 8  | 11 | -3   |  | Werder Brême               | 2-4  |      | 1-1  | 1-0  |
| 3    | FC Cologne    | 5   | 6 | 1 | 3 | 2 | 11 | 12 | -1   |  | FC Cologne                 | 1-2  | 1-1  |      | 3-4  |
| 4    | Hertha Berlin | 3   | 6 | 1 | 1 | 4 | 9  | 14 | -5   |  | Hertha Berlin              | 0-2  | 1-3  | 1-2  |      |

#### Finale
| 24 juin 1961 | FC Nuremberg                              | 3 - 0 | Borussia Dortmund | Niedersachsenstadion, Hanovre                     |                                                   |
|              | Haseneder 6e · H. Müller 44e · Strehl 67e |       |                   | Spectateurs : 82 000 Arbitrage : Gerd Schulenburg | Spectateurs : 82 000 Arbitrage : Gerd Schulenburg |

## Bilan de la saison
| Tableau d'Honneur              |              |
| Compétition                    | Vainqueur    |
| Championnat de RFA de football | FC Nuremberg |
| Coupe de RFA de football       | Werder Brême |

| Qualifications européennes                   |                           |
| Coupe d'Europe des clubs champions 1961-1962 | Qualifié                  |
| Tour préliminaire                            | FC Nuremberg              |
| Coupe des Coupes 1961-1962                   | Qualifié                  |
| Premier tour                                 | Werder Brême              |
| Coupe des villes de foires 1961-1962         | Qualifié                  |
| Premier tour                                 | 1. FC Köln Hannover SV 96 |